# Fajtji hrib
Fajtji hrib (italijansko Dosso Faiti) je 433 mnm visok vrh na severnem robu Krasa, severno od Kostanjevice na Krasu.
V 1. svetovni vojni so v 6. soški bitki (4. – 17. avgust 1916) italijanske enote osvojile planoto nad Doberdobom. Po tem zavzetju se je težišče bojev na južnem krilu fronte preselilo na Fajtji hrib in njegovo okolico. Na Fajtjem hribu je bilo jedro avstrijske obrambe pred italijanskimi napadi proti Vipavski dolini, Komnu in Trstu. Fajtji hrib je prišel v italijanske roke v 9. soški bitki (31. oktober – 4. november 1916), v protinapadu (23. do 26. oktobra 1917) pa so ga po hudih bojih avstrijske sile ponovno zavzele.
Med obema svetovnima vojnama so se na Fajtjem hribu tajno sestajali primorski antifašisti.